# 시그니스
시그니스 (SIGNIS, World Catholic Association for Communication)는 가톨릭 모임 단체다. 시그니스는 국제조직대표와 각 대륙별로 선출된 42명의 대의원과 각 대륙별로 2명으로 구성된 14명의 이사진으로 운영진으로 구성된다.